# Likszpara

Likszpara

Likszpara, szlic – jedno z rozwiązań stosowanych do mocowania żagla na jednostkach pływających o napędzie żaglowym. Jest to specjalny rowek w powierzchni drzewca lub specjalnego elementu osprzętu żaglowego, ciągnący się w linii prostej na ich znacznej lub całej długości, posiadający węższą szczelinę za to szersze wnętrze, służący do wprowadzania w to wnętrze specjalnie przystosowanego brzegu (liku) żagla obszytego grubą likliną o średnicy dostosowanej do wnętrza tego rowka. Przez szczelinę likszpary przechodzi płaszczyzna żagla.
Likszpara może być stosowana tylko na mniejszych jednostkach żaglowych (żaglówki i małe jachty) z powodu oporów tarcia na liku wprowadzanym w likszparę. Służy do mocowania żagli w ożaglowaniu skośnym oraz rzadziej w sztagowym. W ożaglowaniu skośnym stosowana jest do wprowadzania liku przedniego w kolumnę masztu od strony rufy lub liku dolnego w wierzchnią część bomu. Likszpara często stosowana jest w specjalnym osprzęcie na sztagu przednim, np. jako część mechanizmu rolfoka lub specjalnego profilu sztagowego zwanego sztywnym sztagiem.
Zaletami rozwiązania jest idealne przyleganie brzegu żagla do likszpary (co uniemożliwia wybrzuszanie się żagla od tej strony), brak zacinania się żagla podczas jego podnoszenia i spuszczania (z powodu braku innych elementów ruchomych), oraz ułatwienie mocowania żagla w mechanizmie rolującym żagiel na drzewcu.
Likszpara może być stosowana zarówno w drzewcach drewnianych, jak i metalowych. W drewnianych jest wybraniem materiału z samego drzewca, a jej szczelina może być wzmocniona listwami. W metalowych likszpara jest zagłębieniem w profilu poprzecznym drzewca.
Czasami likszparą nazywa się niepoprawnie specjalne szyny mocowane wzdłużnie do drzewców, w których umieszcza się suwliwe pełzacze (do których mocuje się lik żagla).